# スギムラ化学工業
スギムラ化学工業株式会社（英: SUGIMURA Chemical Industrial Co.,Ltd.）は、愛知県名古屋市中区に本社を置く特殊化学製品メーカー。

## 概要
1955年（昭和30年）12月2日設立の特殊化学製品メーカーで防錆油、金属加工油剤、酸洗抑制剤などの製造・販売を行っている。

## 沿革
- 1955年（昭和30年）12月2日 - 杉村化学工業株式会社として設立[2]。
- 1973年（昭和48年）5月 - スギムラ化学工業株式会社に商号を変更[2]。
- 1995年（平成7年）10月 - 鋼和株式会社を子会化[2]。
- 1998年（平成10年）9月 - 子会社であった鋼和株式会社を吸収合併[2]。同年12月、ISO 9002認証を取得[2]。
- 2001年（平成13年）6月 - ISO 14001認証を取得[2]。
- 2007年（平成15年）1月 - ISO 9002をISO 9001へ移行[2]。

## 事業所
- 本社・中部営業所（愛知県名古屋市中区）
- 研究所（愛知県名古屋市守山区）
- 藤岡工場（愛知県豊田市）

## 関連会社
- 北杉化学股有限公司（台湾）
- 北杉化学（済南）有限公司（中国）
- 北杉化学（珠海）有限公司（中国）
- 上海北杉化学有限公司（中国）
- TOP SUN CO., LTD（タイ）